# Hadrian Stiff
Hadrian Stiff (* 15. Februar 1973 in Exeter) ist ein ehemaliger englischer Squashspieler und heutiger Trainer.

## Karriere
Hadrian Stiff begann 1994 seine Karriere auf der PSA World Tour und gewann auf dieser insgesamt vier Titel. Er erreichte mit Rang 54 im November 2001 seine höchste Platzierung in der Weltrangliste.
Seit seinem Rücktritt ist er als Trainer aktiv, darunter als Nationaltrainer der irischen Nationalmannschaft. Er betreibt als Direktor und Cheftrainer eine Squashschule in Bristol, wo er auch mehrere Spieler aus der Weltspitze trainiert, darunter Joelle King sowie Mohamed und Marwan Elshorbagy, die sich beide 2017 im Endspiel der Weltmeisterschaft gegenüber standen.

## Erfolge
- Gewonnene PSA-Titel: 4